# Ígor Malkov
Ígor Alexéyevich Malkov –en ruso, Игорь Алексеевич Малков– (Pervouralsk, URSS, 9 de febrero de 1965) es un deportista soviético que compitió en patinaje de velocidad sobre hielo. 
Participó en los Juegos Olímpicos de Sarajevo 1984, obteniendo dos medallas, oro en la prueba de 10 000 m y plata en 5000 m.

## Palmarés internacional
| Juegos Olímpicos | Juegos Olímpicos      | Juegos Olímpicos | Juegos Olímpicos |
| Año              | Lugar                 | Medalla          | Prueba           |
| ---------------- | --------------------- | ---------------- | ---------------- |
| 1984             | Sarajevo (Yugoslavia) | Medalla de oro   | 10 000 m         |
| 1984             | Sarajevo (Yugoslavia) | Medalla de plata | 5000 m           |